# Fornelos (Ponte de Lima)
Fornelos ist ein Ort und eine ehemalige Gemeinde (Freguesia) im nordportugiesischen Kreis Ponte de Lima der Unterregion Minho-Lima. Die Gemeinde hatte 1670 Einwohner (Stand 30. Juni 2011).
Am 29. September 2013 wurden die Gemeinden Fornelos und Queijada zur neuen Gemeinde Fornelos e Queijada zusammengeschlossen. Fornelos ist Sitz dieser neu gebildeten Gemeinde.